# Дворец на Сербелони
Дворецът на Сербелони (на италиански: Palazzo Serbelloni – Палацо Сербелони) е неокласически дворец в Милано, на централната улица „Корсо Венеция“ (Corso Venezia) № 16.
Построен е през XVI век за местния аристократ Габрио Сербелони (Gabrio Serbelloni) към 1793 г. В края на XVIII век сградата е екстензивно реновирана от Симоне Кантони. Дворецът е използван през 1796 г. в продължение на 3 месеца от Наполеон и Жозефина.
В интериора са запазени следи от някогашната пищност. На първия етаж има неокласическа зала, първоначално украсена от Джулиано Трабелези. През 1943 г. въздушни удари  опустошават обширни дялове от двореца, включително известната библиотека със 75 000 книги и стенописите на Трабелези.